# 铁道游击队

《铁道游击队》是中国当代作家刘知侠的一部长篇小说，描述了活跃在鲁南地区津浦线（现京沪铁路）以及临枣支线（现称薛枣支线）上的抗日英雄的故事。该小说于1954年出版，后来被多次改编成电影、电视连续剧。

## 背景设定
小说取材自八路军鲁南军区铁道游击队的事迹，历史背景为徐州会战结束后，日本侵占山东。地理背景主要集中在枣庄、滕县、临城及微山湖一带，主要作战手段包括洗洋行、扒铁路、劫武器等。

## 主要人物

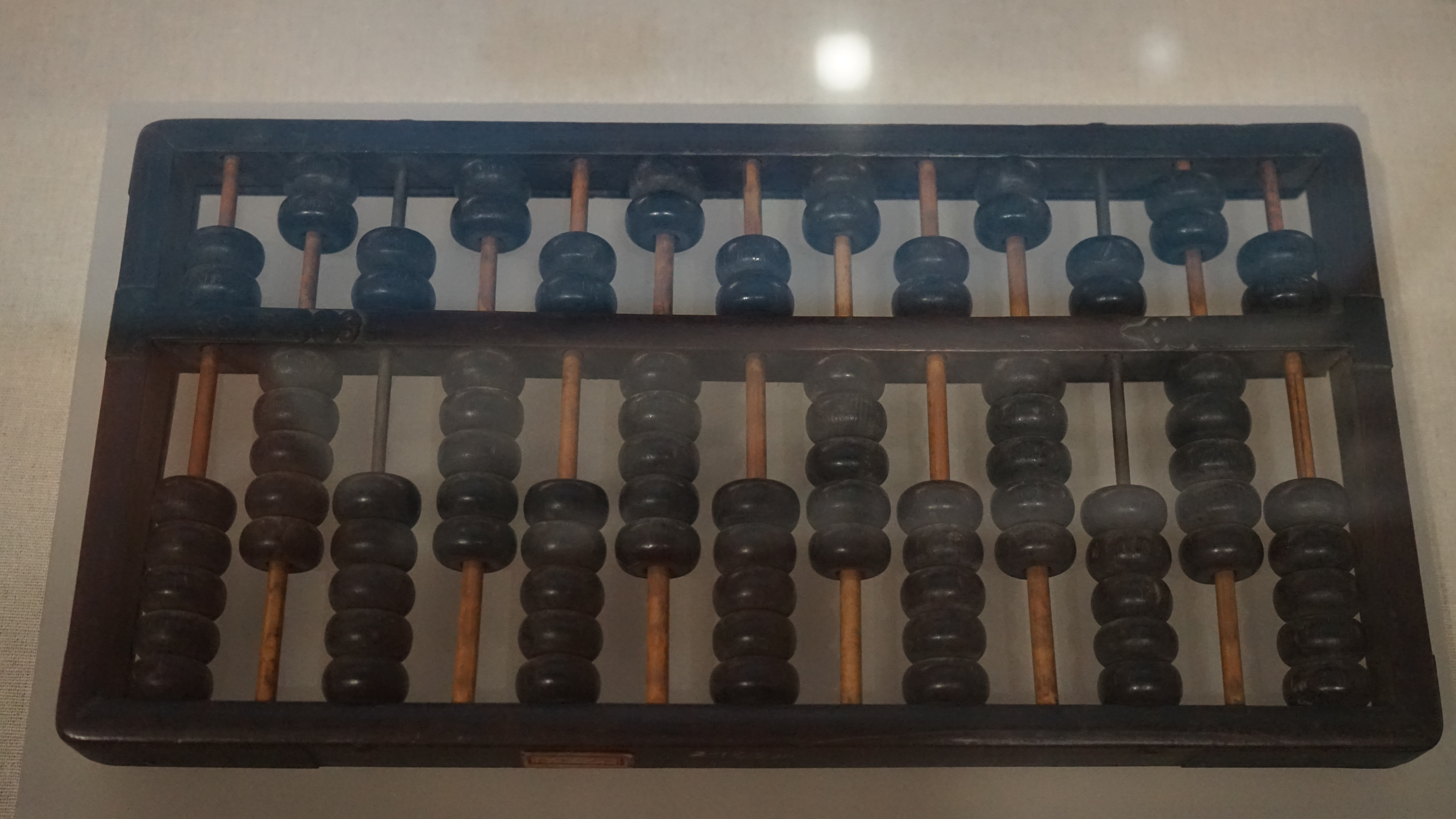
铁道游击队队员掩护身份使用的算盘。

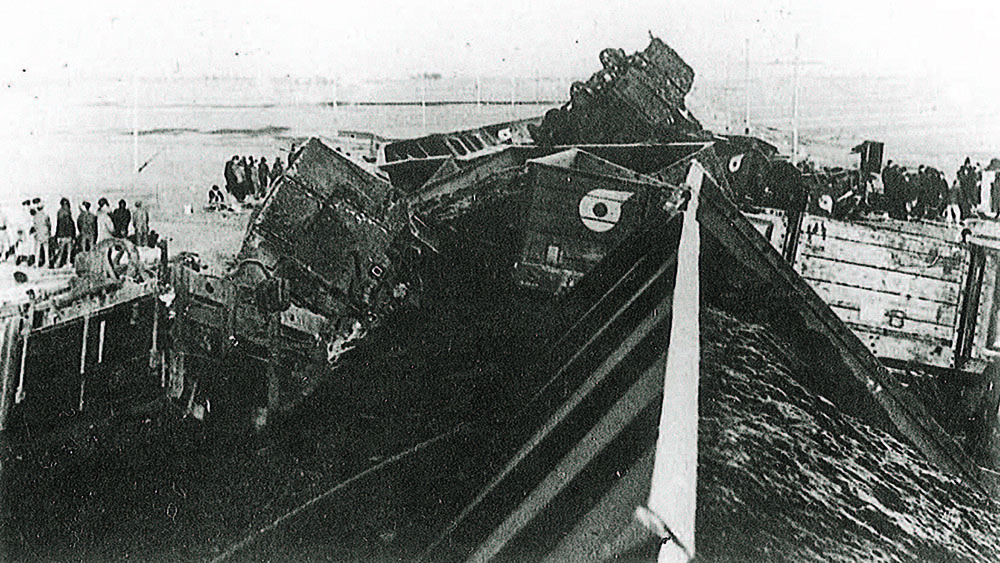
鲁南铁道游击队炸毁日军火车

- 刘洪——主角。铁道队大队长。原型：刘金山，洪振海。
- 王强——铁道队谋士，曾在洋行工作，机智灵活。原型：王志胜。
- 李政——铁道队政委。铁道队成立后，由山里派来的党代表，对铁道队的思想改造出了很大力气。
- 芳林嫂——丈夫被日本人杀害，自觉走上抗日道路。曾救过刘洪，并与之产生爱情。
- 鲁汉——身体粗壮，为人鲁莽，爱喝酒，但很重义气。
- 林忠——与鲁汉最为默契，枪法好，曾比较爱赌。
- 彭亮——曾习武，身手好，有江湖侠气。
- 小坡——年纪最小，爱弹奏土琵琶。后来脍炙人口的电影歌曲《彈起我心爱的土琵琶》系为此角色而创作，并于影视改编作品中多次被翻唱。

## 出版情况
- 1952年-1953年，该长篇小说创作完成。1954年1月，由上海文艺出版社出版发行。
- 1955年，上海人民美术出版社推出同名连环画《铁道游击队》。
- 此后，该作品被翻译成英语、俄语、法语、德语、韩语、越南语等文字在国外发行。
- 2005年，人民文学出版社推出新版，同时上海文艺出版社再版。

## 影视作品
- 1956年 同名电影

第一部改编电影，由上海电影制片厂摄制，赵明执导，曹会渠饰刘洪，秦怡饰芳林嫂。
插曲／主题歌：《彈起我心愛的土琵琶》，由芦芒、何彬作词，吕其明作曲，陈景熹演唱。
- 1985年 同名电视连续剧（12集）

第一部改编电视剧，由上海电影制片厂摄制，冯笑执导，张甲田饰刘洪，牛娜饰芳林嫂。
- 1995年 电影《飞虎队》

由中国电影合作制片公司、峨眉电影制片厂、香港永盛电影制作有限公司联合摄制，王冀邢执导，刘威饰刘洪，陈小艺饰芳林嫂。
- 2005年 同名电视连续剧（35集）

由山东省辉煌世纪影视文化有限公司摄制，王新民执导，赵恒煊饰刘洪，史兰芽饰芳林嫂。
- 2015年 电视连续剧《飞虎队》（40集）

由山东卫视传媒、微山湖影视文化传播有限公司、北京完美影视联合摄制，钱雁秋执导，张子健饰刘洪，梁琳琳饰芳林嫂。
- 2016年 电影《铁道飞虎》

由上海电影集团有限公司、耀莱影视文化传媒有限公司联合摄制，丁晟执导，成龙、徐帆主演。
- 2021年 电影《铁道英雄》

由华谊兄弟有限公司、中国电影股份有限公司、和纳（北京）影视文化传媒有限公司、中铭盛世（深圳）影业集团有限公司、阿里巴巴影业联合摄制，杨枫执导，张涵予、范伟主演。

## 影视作品（儿童版）
- 1995年 电视连续剧《小小飞虎队》（5集）

由枣庄电视台、中央电视台影视部、山东电影制片厂、山东电影电视剧制作中心联合摄制，钱晓鸿执导，李楠、张星辰、王丹宁主演。
- 2011年 电视连续剧《小小飞虎队》（28集）

由山东电影电视剧制作中心摄制，钱晓鸿执导，赵泽文、小叮咚、胡天阳主演。
- 2013年 电影《小小飞虎队》

由山东电影电视剧制作中心、山东影视传媒集团、电影频道节目中心联合摄制，钱晓鸿执导，赵泽文、张一山、小叮咚、胡天阳主演。